# Velký draft
Velký draft (v originále Draft Day) je americký sportovní film z roku 2014, který režíroval Ivan Reitman a v němž hlavní role ztvárnili Kevin Costner a Jennifer Garner. Premisa se točí kolem fiktivního generálního manažera Cleveland Browns (Costner), který se rozhoduje, co dělat poté, co jeho tým získá jedničku draftu v nadcházejícím draftu Národní fotbalové ligy.
Film měl premiéru v Los Angeles 7. dubna 2014 a do amerických kin byl uveden 11. dubna 2014. Od kritiků získal smíšené hodnocení a byl kasovním propadákem, který vydělal pouze 29 milionů dolarů oproti rozpočtu 25 milionů dolarů. Film byl posledním Reitmanovým režijním počinem a poslední hereckou rolí Jima Browna před jejich smrtí v roce 2022, respektive 2023. 

## Děj
Na ranním zasedání před NFL Draftem 2014 musí generální manažer Cleveland Browns Sonny Weaver Jr. rozhodnout, jak naložit se sedmým výběrem v draftu. Zároveň čelí osobním problémům – jeho přítelkyně Ali Parker, analytička platů týmu, je těhotná a vztah s matkou je napjatý po nedávné smrti jeho otce, bývalého legendárního trenéra Browns, kterého Sonny propustil, aby ho přiměl k odchodu do důchodu kvůli zhoršujícímu se zdraví.
Generální manažer Seattle Seahawks Tom Michaels nabízí Sonnyho týmu první celkový výběr v draftu, což by Browns umožnilo získat talentovaného quarterbacka Bo Callahana. Sonny nejprve váhá, ale pod tlakem majitele týmu Anthonyho Moliny obchod uzavře, výměnou za tři první kola draftu v nadcházejících letech. Fanoušci jsou nadšení, ale obchod rozdělí vedení týmu.
Únik informací o výměně vyvolá reakci Vontaea Macka, linebackera z Ohio State, kterého Sonny původně chtěl draftovat. Mack ho přesvědčí, aby si znovu pustil záznamy jeho zápasů proti Callahanovi, ve kterých Mack exceloval. Sonny začne pochybovat o Callahanově odolnosti pod tlakem, a tým navíc odhalí pochybnosti o jeho charakteru.
Když draft večer začne, Sonny překvapivě vybere Vontaea Macka jako prvního, což šokuje ligu a naruší strategie ostatních týmů. Molina zuří a míří do Clevelandu, odhodlaný Sonnyho vyhodit, zatímco hlavní trenér Vince Penn vyhrožuje rezignací.
Callahan se mezitím propadá draftem, ale Seahawks stále zvažují jeho výběr jako sedmí v pořadí. Sonny si všimne příležitosti a přesvědčí začínajícího generálního manažera Jacksonville Jaguars, aby mu přenechal šestý výběr za druhokolové volby Browns na tři roky dopředu. Následně volá Michaelsovi a žádá zpět všechny původně odevzdané draftové volby, plus returnéra Davida Putneyho. Seahawks souhlasí a draftují Callahana jako šestého. Sonny pak na sedmém místě vybere Raye Jenningse, talentovaného running backa, čímž si udobří trenéra Penna i Molinu.
Draft Browns je nakonec považován za triumfální. Sonny se usmíří s matkou a těší se na svého budoucího potomka.